# Bon Jovi
Bon Jovi (вимовляється Бон Джові) — американський рок-гурт з Нью-Джерсі, один з засновників стилю мелодійний хард-енд-хеві, що став популярним в середині 1980-х. Перший офіційний склад: Джон Бон Джові (вокал, гітара), Річі Самбора (гітара, бек-вокал), Алек Джон Сач (бас-гітара, бек-вокал), Тіко Торрес (ударні), Девід Брайан (клавішні, бек-вокал).

## Історія гурту

### Створення колективу
У 13-річному віці Джон Бон Джові почав грати на фортепіано та гітарі у своєму першому гурті Raze. В 16 років він познайомився з Девідом Брайаном та створив кавер-групу з 12 людей, яка називалась Atlantic City Expressway та виступала по клубах Нью-Джерсі. Окрім цього, він грав у гурті John Bongiovi and the Wild Ones, виступав на розігріві у популярних артистів та зібрав новий гурт — The Rest.
У березні 1983 року Джон Бон Джові покликав Девіда Брайна, який своєю чергою покликав басиста Алека Джона Сача та Тіко Торреса — колишнього барабанщика Phantom's Opera. Основну гітарну партію виконував сусід Бон Джові — Дейв Сабо, але незабаром його місце у гурті зайняв Річі Самбора.

### Ранні роки (1984—1985)
21 січня 1984 року вийшов перший дебютний альбом гурту під назвою Bon Jovi. На альбомі був їхній перший сингл «Runaway», який потрапив в топ-40 чарта BillBoard Hot 100. Альбом досяг 43-ї позиції чарта BillBoard 200. Через рік Американська Асоціація компаній звукозапису присвоїла диску золотий статус.
У 1985 році вийшов другий альбом гурту 7800 Farenheit. Він потрапив на 37-е місце в BillBoard 200, став золотим у США, досяг 28-ї позиції в чарті Великої Британії та 40-ї в Німеччині.

### Пік популярності (1986—1990)
У квітні 1986 року група вирушив до Ванкувера, де записала альбом Slippery When Wet. Цей альбом став проривом для гурту, а два сингли «You Give Love a Bad Name» та «Livin' on a Prayer» очолили BillBoard Hot 100. Третій сингл з альбому «Wanted Dead or Alive» потрапив в топ-10 американського чарту. Альбом очолив чарти Австралії, Канади, Норвегії, Фінляндії, Нової Зеландії, Швейцарії, а в США досі лишається єдиним рок-альбомом, який займав перше місце в рейтингу протягом двох місяців.
У 1987 році журнал BillBoard назвав Slippery When Wet найпродаванішим альбомом року. Кліп на пісню Livin' on a Prayer здобув нагороду MTV Video Music Award у категорії «Найкраще концертне виконання». Наступного року гурт здобув нагороду American Music Awards в категорії «Улюблена поп/рок-група», а також «Улюблена рок-група» на People's Choice Awards.
У вересні 1988 року вийшов четвертий альбом гурту New Jersey, який закріпив успіх групи, та провів чотири тижні на вершині чарта США та два тижні на першому місці в чарті Великої Британії. На фоні шаленого успіху гурт вирушив у світовий тур, який тривав 16 місяців. За цей час вони відвідали 22 країни та відіграли 232 концерти.

### Сольна творчість (1990—1991)
Між 1990 та 1991 шляхи учасників гурту розійшлись. Джон Бон Джові записав саундтрек до фільму Young Guns II, знаніший як Blaze of Glory. Трек «Blaze of Glory» здобув нагороду American Music Awards як Favorite Pop/Rock Single, був нагороджений Golden Globe та приніс Джону Бон Джові номінації Academy Award та Grammy.
Річі Самбора разом з Тіко Торресом та Девідом Брайаном у 1991 році випустили альбом, що називався Stranger In This Town.

### Воз'єднання гурту (1992—1996)
У жовтні 1991 року гурт вирушив на острів Сент-Томас у Карибському морі, щоб обговорити подальше майбутнє. У результаті у січні 1992 року група повернулась до Ванкувера, аби записати новий альбом Keep The Faith, який вийшов у листопаді 1992 року. Альбом отримав статус номер один у Великій Британії та став двічі платиновим у США.
У 1995 році гурт записав шостий альбом «These Days». Це перша пластинка гурту, яка була записана гуртом після того, як її покинув басист Алек Джон Сач.

### Перерва (1997—1999)
Гурт знову бере тимчасову паузу. 1997 року Джон Бон Джові випускає другий сольний альбом «Destination Anywhere». 1998 року Річі Самбора записує альбом «Undiscovered Soul». 1999 року Джон Бон Джові оголосив про вихід нового альбому гурту «Sex Sell», але він так і не вийшов.

### Повернення (2000-наші дні)
Улітку 2000-го року виходить композиція «It's my life», а згодом за нею альбом «Crush». Згодом у 2001 році гурт випустив альбом живих записів «One Wild Night: Live 1985-2001».
У 2002 році після трагічних подій 11 вересня 2001 року гурт записує альбом «Bounce», який потрапив на 2 місце у чарті Billboard.
У 2003 році група планувала випустити акустичний альбом, але в останній момент змінила концепцію та випустила альбом «This Left Feels Right» зі старими хітами в рок-блюзовій обробці. Альбом прихильники сприйняли неоднозначно.
У 2004 році гурт відсвяткував своє 20-річчя та випускає Box Set «100,000,000 Bon Jovi Fans Can't Be Wrong» — комплект, що складається з чотирьох дисків пісень, які раніше не були випущені.
У 2005 році виходить новий альбом гурту «Have A Nice Day» з однойменним синглом.
У 2007 році гурт вирішив вдатись до експериментів та записав кантрі-альбом «Lost Highway».
У 2013 році гурт покинув Річі Самбора, його замінив Філ Ікс.
У 2016 році виходить альбом This House Is Not for Sale. Окремо вийшов трек «This House Is Not for Sale», під час запису якого Х'ю Макдональд та Філ Ікс стали повноправними членами гурту.
13 грудня 2017 року було оголошено, що Bon Jovi будуть введені до «Зали слави рок-н-роллу».
У березні 2018 року гурт здобув нагороду iHeartRadio Icon Award.
9 березня 2019 року Джон Бон Джові через соцмережі оголосив, що гурт повернувся до студії, щоб записати новий альбом. У зв'язку з пандемією COVID-19 вихід альбому та тур в його підтримку були скасовані.
У 2022 році на фоні вторгнення Росії в Україну гурт підтримав Україну та опублікував відео, на якому одеські волонтери вантажать мішки з піском на узбережжі під їхню найвідомішу пісню «It's my life».

## Вчинок
У 12  вересня 2024 року  він врятував жінку яка намагалась покінчити самогубством. 

## Дискографія

### Альбоми
- 1984: Bon Jovi
- 1985: 7800° Fahrenheit
- 1986: Slippery When Wet
- 1988: New Jersey
- 1992: Keep The Faith
- 1994: Cross Road (Best Of)
- 1995: These Days
- 2000: Crush
- 2001: One Wild Night: Live 1985-2001
- 2002: Bounce
- 2003: This Left Feels Right
- 2004: 100,000,000 Bon Jovi Fans Can't Be Wrong
- 2005: Have A Nice Day
- 2007: Lost Highway
- 2009: The Circle
- 2013: What About Now
- 2015: Burning Bridges
- 2016: This House Is Not for Sale
- 2020: 2020
- 2024: Forever

#### Сольні альбоми
Jon Bon Jovi
- 1990: Blaze of Glory / Young Guns II
- 1997: Destination Anywhere

Richie Sambora
- 1991: Stranger in this town
- 1998: Undiscovered Soul

David Bryan
- 1994: On a Full Moon
- 2001: Lunar Eclipse

### Сингли
- 1984: Runaway
- 1984: She Don't Know Me
- 1985: In And Out Of Love
- 1985: The Hardest Part Is the Night
- 1985: Only Lonely
- 1985: Silent Night
- 1986: You Give Love A Bad Name
- 1986: Livinʼ on a Prayer
- 1987: Wanted Dead Or Alive
- 1987: Never Say Goodbye
- 1987: Edge of a Broken Heart
- 1988: Bad Medicine
- 1988: Born To Be My Baby
- 1989: I'll Be There For You
- 1989: Lay Your Hands On Me
- 1989: Living In Sin
- 1992: Keep The Faith
- 1993: Bed Of Roses
- 1993: In These Arms
- 1993: I'll Sleep When I'm Dead
- 1993: I Believe
- 1994: Dry County
- 1994: Prayer 94
- 1994: Always[5]
- 1994: Please Come Home For Christmas
- 1995: Someday I'll Be Saturday Night
- 1995: This Ain't A Love Song
- 1995: Something For The Pain
- 1995: Lie To Me
- 1996: These Days
- 1996: Hey God
- 1999: Real Life
- 2000: It's My Life
- 2000: Say It Isn't So
- 2000: Thank You For Loving Me
- 2001: One Wild Night
- 2001: Wanted Dead Or Alive Live
- 2002: Everyday
- 2002: Misunderstood
- 2003: All About Loving You
- 2003: Bounce
- 2003: It's My Life Acoustic
- 2005: Have A Nice Day
- 2005: Who Says You Can't Go Home
- 2006: Welcome To Wherever You Are
- 2007: (You Want to) Make a Memory
- 2007: Till We Ain't Strangers Anymore
- 2007: Summertime
- 2007: Lost Highway
- 2008: Whole Lot of Leaving